# Grisignano di Zocco
Grisignano di Zocco es un municipio italiano de 4.305 habitantes de la provincia de Vicenza (región de Véneto). 

## Demografía
| Gráfica de evolución demográfica de Grisignano di Zocco entre 1861 y 2001 |
|                                                                           |
| fuente ISTAT - elaboración gráfica a cargo de Wikipedia                   |